# Джок Стерджес
Джок Стерджес (англ. Jock Sturges; 1947, Нью-Йорк, США) — американський фотограф, майстер дитячих і підліткових знімків. Часто його роботи виконані на нудистських пляжах Каліфорнії, Франції чи Ірландії, спримаються і тлумачаться контроверсійно.

## Біографія
Джок Стерджес народився в Нью-Йорку але протягом багатьох років працював в Сан-Франциско. Нині мешкає в Сієтлі, штат Вашингтон.
Після закінчення початкової школи подався на службу до американського війська. Служив у Японії. Став головним фотографом військової бази. Демобілізувався у 1970 році. Вступив до коледжу Мальборо у штаті Вермонт, де студіював педагогічну психологію. Після закінчення коледжу викладав фотографію в різних навчальних закладах, працював вільним фотографом, займався зйомками портретів, моди і реклами. Протягом року працював під керівництвом відомого майстра фотодруку Річарда Бенсона. 1978 переїхав до штату Каліфорнія. 1985 року здобув ступінь магістра мистецтв у Сан-Францизькому Інституті Мистецтв. Продовжує напружено працювати, щоб мати можливість фотографувати улітку на нудистських пляжах Каліфорнії, атлантичного узбережжя Франції або західного узбережжя Ірландії. Переважно в його поле зору потрапляють дівчатка у період статевого визрівання, що привернуло увагу правоохоронних органів. Проте після прикрого інциденту (див. нижче) популярність Джока Стерджеса неймовірно зросла. Відтоді він видав понад 10 персональних альбомів, організував чимало персональних і брав участь в не меншій кількості групових виставок, його роботи стали залюбки купувати.

## Проблеми з законом і пуританами
25 квітня 1990 року в студію Джока Стерджеса в Сан-Франциско увірвалися поліцаї разом з агентами ФБР. Були конфісковані комп'ютер, фотоапарати, негативи, готові знімки тощо. Мистецька спільнота США і Європи виступила на захист фотографа, зокрема завдяки цій підтримці Рада по дотриманню законності ухвалила рішення про неправомірність дій поліції та ФБР, суд Сан-Франциско не висунув Джоку Стерджесу жодних звинувачень.
У другій половині 1990-х років на фотографа затялися християнські угруповання США. Їхні активісти пікетували книгарні, вимагаючи знищення фотоальбомів Джока Стерджеса, Девіда Гамільтона і ін. Пуритани також неодноразово зверталися до суду. Зокрема наприкінці 1990-х у штаті Алабама їм вдалося заборонити світлини Джока Стерджеса як «світлини осіб молодших 17 років, які здійснюють непристойні дії».

## Видання
- The Last Day of Summer (1991, Aperture, NY) ISBN 0-89381-538-1
- Radiant Identities (1994, Aperture, NY)
- Evolution of Grace (1994, Gakken, Tokyo)
- Jock Sturges (1996, Scalo, Zürich)
- Jock Sturges: New Work, 1996-2000 (2000, Scalo, Zürich)
- Jock Sturges: Twenty-Five Years (2004, Paul Cava Fine Art, Bala Cynwyd, PA)
- Jock Sturges: Notes (2004, Aperture, NY)
- Misty Dawn Portrait of a Muse (2008, Aperture, NY)
- Jock Sturges Life Time (2008 Steidl)
- Montage (Graham Webb International)
- Standing on Water (1991, Catalogue of Portfolio published by Paul Cava Fine Art, Philadelphia)
- Jock Sturges Color (Catalogue of Portfolio published by Ataraxia, Bensalem)
- Line of Beauty and Grace (2007 Amadelio Films) Documentary
- The Leica Project. Jock Sturges. Published 2019 by Foto Henny Hoogeveen bv. / Leica Store Lisse [Архівовано 4 червня 2020 у Wayback Machine.]

Обмеженим накладом і ориґінали світлин:
- Standing On Water (Paul Cava Fine Art, 1991)
- Jock Sturges: Twenty-Five Years (Paul Cava Fine Art, 2004)
- Jock Sturges Platinum (Russell Levin Gallery Monterey California 2007)

Його фотографії були використані для оформлення обкладинок трьох романів американської письменниці Дженіфер Макмагон, Пообіцяв не казати, Острів загублених дівчат і Оголюватися.

## Мережні ресурси
- Фотогалерея та переклад авторського вступу до видання «The Leica project». 2019 [Архівовано 4 червня 2020 у Wayback Machine.]
- Сайт фільму про Джока Стерджеса «Лінія краси і виборності» [Архівовано 21 листопада 2009 у Wayback Machine.]
- Портфоліо на Trish South Management [Архівовано 7 жовтня 2009 у Wayback Machine.]
- Архів світлин на Trunk Archive [Архівовано 20 листопада 2016 у Wayback Machine.]
- Інтерв'ю для Девіда Стенберґа з MetroActive, 1998 [Архівовано 7 січня 2010 у Wayback Machine.] (англ.)
- Окремі знімки
- Портфоліо на Feng Niao Gallery
- amadelio: Інтерв'ю Джока Стерджеса, Монтальє, Франція, Липень 2007 (англ.)
- Відео-фільм «Лінії краси та грації: Джок Стерджес»{червень 2023}}

## Публічні колекції
1. The Museum of Modern Art (MOMA), New York, NY [Архівовано 15 листопада 2020 у Wayback Machine.]
2. The Metropolitan Museum of Art, New York, NY [Архівовано 31 грудня 2017 у Wayback Machine.]
3. The Frankfurt Museum of Modern Art, Frankfurt, Germany [Архівовано 4 червня 2020 у Wayback Machine.]
4. The San Jose Museum of Art [Архівовано 4 червня 2020 у Wayback Machine.]
5. The Museum of Contemporary Photography [Архівовано 4 червня 2020 у Wayback Machine.], Chicago, IL
6. The New Orleans Museum of Art, New Orleans, LA
7. Harvard Art Museums, Cambridge, MA [Архівовано 4 червня 2020 у Wayback Machine.]
8. The Portland Museum of Art, Portland, OR [Архівовано 4 червня 2020 у Wayback Machine.]
9. The Los Angeles County Museum of Art (LACMA), LA, CA [Архівовано 4 червня 2020 у Wayback Machine.]
10. The International Center of Photography (ICP), New York, NY [Архівовано 4 червня 2020 у Wayback Machine.]